# Betchay - Al Mardacha
Betchay - Al Mardacha è un comune (municipalité) del Libano situato nel distretto di Baabda, governatorato del Monte Libano.